# Selaginella cardiophylla
Selaginella cardiophylla är en mosslummerväxtart som beskrevs av Valdespino. Selaginella cardiophylla ingår i släktet mosslumrar, och familjen mosslummerväxter. Inga underarter finns listade i Catalogue of Life.